# NGC 3262
NGC 3262 is een lensvormig sterrenstelsel in het sterrenbeeld Zeilen. Het hemelobject werd op 2 februari 1835 ontdekt door de Britse astronoom John Herschel.

## Synoniemen
- ESO 263-42
- MCG -7-22-17
- PGC 30876